# Virus de la artritis-encefalitis caprina
El virus de la artritis-encefalitis caprina, es un virus ARN perteneciente a la familia Retroviridae, género Lentivirus, que afecta a las cabras. Una vez infectado el animal, el virus permanece activo en el mismo indefinidamente, provocando una enfermedad que cursa con artritis, neumonia y encefalitis en los animales adultos y con afectación del sistema nervioso central en los cabritos, a los que causa dificultad para andar (ataxia) y parálisis parcial (paresia). El virus tiene distribución mundial y supone un importante problema para las explotaciones ganaderas.

## Otros Lentivirus
El virus de la artritis-encefalitis caprina, está emparentado con otros virus del género lentivirus que afectan a diferentes especies:
- Virus maedi-visna (VMV) en ovinos.
- Virus de la inmunodeficiencia bovina (VIB) en vacunos.
- Virus de la anemia infecciosa equina (VAIE) en caballos.
- Virus de la inmunodeficiencia felina (VIF) en felinos
- Virus de inmunodeficiencia en simios (VIS) en primates.
- Virus de la inmunodeficiencia humana (VIH) en humanos.